# Lista över fornlämningar i Borgholms kommun (Högsrum)
Lista över fornlämningar i Borgholms kommun (Högsrum) är en förteckning av ett urval av de fornlämningar som finns i Högsrum i Borgholms kommun.
| Namn                             | Lämningstyp                      | Tillkomsttid | Historisk indelning | Plats | Läge                 | ID-nr          | Bild                                      |
| -------------------------------- | -------------------------------- | ------------ | ------------------- | ----- | -------------------- | -------------- | ----------------------------------------- |
| Högsrum 1:1                      | Gravfält                         |              | Högsrum, Öland      |       | 56.769069, 16.598357 | 10082400010001 | Ladda upp en bild av detta fornminne      |
| Högsrum 1:2                      | Stensättning                     |              | Högsrum, Öland      |       | 56.769166, 16.597690 | 10082400010002 | Ladda upp en bild av detta fornminne      |
| Högsrum 4:1                      | Stensättning                     |              | Högsrum, Öland      |       | 56.773994, 16.620959 | 10082400040001 | Ladda upp en bild av detta fornminne      |
| Högsrum 11:1                     | Gravfält                         |              | Högsrum, Öland      |       | 56.766966, 16.621033 | 10082400110001 | Ladda upp en bild av detta fornminne      |
| Högsrum 13:1                     | Grav markerad av sten/block      |              | Högsrum, Öland      |       | 56.766252, 16.614512 | 10082400130001 | Ladda upp en bild av detta fornminne      |
| Högsrum 14:1                     | Hällristning                     |              | Högsrum, Öland      |       | 56.765741, 16.616158 | 10082400140001 | Ladda upp en bild av detta fornminne      |
| Högsrum 14:2                     | Hällristning                     |              | Högsrum, Öland      |       | 56.765763, 16.615658 | 10082400140002 | Ladda upp en bild av detta fornminne      |
| Högsrum 17:1                     | Stensättning                     |              | Högsrum, Öland      |       | 56.771417, 16.598908 | 10082400170001 | Ladda upp en bild av detta fornminne      |
| Högsrum 19:1                     | Stensättning                     |              | Högsrum, Öland      |       | 56.757885, 16.578536 | 10082400190001 | Ladda upp en bild av detta fornminne      |
| Högsrum 19:2                     | Grav markerad av sten/block      |              | Högsrum, Öland      |       | 56.757868, 16.578209 | 10082400190002 | Ladda upp en bild av detta fornminne      |
| Högsrum 20:1                     | Stensättning                     |              | Högsrum, Öland      |       | 56.757840, 16.579940 | 10082400200001 | Ladda upp en bild av detta fornminne      |
| Högsrum 20:2                     | Stensättning                     |              | Högsrum, Öland      |       | 56.757831, 16.579629 | 10082400200002 | Ladda upp en bild av detta fornminne      |
| Högsrum 20:3                     | Grav markerad av sten/block      |              | Högsrum, Öland      |       | 56.757897, 16.579806 | 10082400200003 | Ladda upp en bild av detta fornminne      |
| Högsrum 23:1                     | Grav markerad av sten/block      |              | Högsrum, Öland      |       | 56.776040, 16.550405 | 10082400230001 | Ladda upp en bild av detta fornminne      |
| Högsrum 23:2                     | Grav markerad av sten/block      |              | Högsrum, Öland      |       | 56.775944, 16.550415 | 10082400230002 | Ladda upp en bild av detta fornminne      |
| Högsrum 23:3                     | Stensättning                     |              | Högsrum, Öland      |       | 56.775848, 16.550407 | 10082400230003 | Ladda upp en bild av detta fornminne      |
| Högsrum 24:1                     | Hög                              |              | Högsrum, Öland      |       | 56.766495, 16.542951 | 10082400240001 | Ladda upp en bild av detta fornminne      |
| Högsrum 26:1                     | Röse                             |              | Högsrum, Öland      |       | 56.778193, 16.552207 | 10082400260001 | Ladda upp en bild av detta fornminne      |
| Högsrum 26:2                     | Röse                             |              | Högsrum, Öland      |       | 56.778301, 16.551330 | 10082400260002 | Ladda upp en bild av detta fornminne      |
| Högsrum 26:3                     | Röse                             |              | Högsrum, Öland      |       | 56.778717, 16.552024 | 10082400260003 | Ladda upp en bild av detta fornminne      |
| Högsrum 29:1                     | Röse                             |              | Högsrum, Öland      |       | 56.779270, 16.550865 | 10082400290001 | Ladda upp en bild av detta fornminne      |
| Högsrum 30:1                     | Röse                             |              | Högsrum, Öland      |       | 56.781236, 16.553587 | 10082400300001 | Ladda upp en bild av detta fornminne      |
| Högsrum 30:2                     | Stenkrets                        |              | Högsrum, Öland      |       | 56.781097, 16.553360 | 10082400300002 | Ladda upp en bild av detta fornminne      |
| Högsrum 31:1                     | Röse                             |              | Högsrum, Öland      |       | 56.773763, 16.548897 | 10082400310001 | Ladda upp en bild av detta fornminne      |
| Högsrum 33:1                     | Gravfält                         |              | Högsrum, Öland      |       | 56.773629, 16.654719 | 10082400330001 | Ladda upp en bild av detta fornminne      |
| Högsrum 35:1                     | Stenkrets                        |              | Högsrum, Öland      |       | 56.771712, 16.643855 | 10082400350001 | Ladda upp en bild av detta fornminne      |
| Högsrum 37:1                     | Stensättning                     |              | Högsrum, Öland      |       | 56.774896, 16.646713 | 10082400370001 | Ladda upp en bild av detta fornminne      |
| Högsrum 38:1                     | Röse                             |              | Högsrum, Öland      |       | 56.767843, 16.629801 | 10082400380001 | Ladda upp en bild av detta fornminne      |
| Högsrum 40:1                     | Husgrund, förhistorisk/medeltida |              | Högsrum, Öland      |       | 56.758708, 16.652392 | 10082400400001 | Ladda upp en bild av detta fornminne      |
| Högsrum 40:2                     | Husgrund, förhistorisk/medeltida |              | Högsrum, Öland      |       | 56.758549, 16.652508 | 10082400400002 | Ladda upp en bild av detta fornminne      |
| Högsrum 40:3                     | Husgrund, förhistorisk/medeltida |              | Högsrum, Öland      |       | 56.758650, 16.652242 | 10082400400003 | Ladda upp en bild av detta fornminne      |
| Högsrum 40:4                     | Husgrund, förhistorisk/medeltida |              | Högsrum, Öland      |       | 56.758527, 16.652219 | 10082400400004 | Ladda upp en bild av detta fornminne      |
| Högsrum 43:1                     | Röse                             |              | Högsrum, Öland      |       | 56.757937, 16.665738 | 10082400430001 | Ladda upp en bild av detta fornminne      |
| Högsrum 43:2                     | Röse                             |              | Högsrum, Öland      |       | 56.757779, 16.665242 | 10082400430002 | Ladda upp en bild av detta fornminne      |
| Högsrum 43:3                     | Stenkrets                        |              | Högsrum, Öland      |       | 56.757586, 16.665448 | 10082400430003 | Ladda upp en bild av detta fornminne      |
| Rackarbacken (Högsrum 44:1)      | Husgrund, förhistorisk/medeltida |              | Högsrum, Öland      |       | 56.756341, 16.664397 | 10082400440001 | Ladda upp en bild av detta fornminne      |
| Rackarbacken (Högsrum 44:2)      | Husgrund, förhistorisk/medeltida |              | Högsrum, Öland      |       | 56.756241, 16.664387 | 10082400440002 | Ladda upp en bild av detta fornminne      |
| Rackarbacken (Högsrum 44:3)      | Husgrund, förhistorisk/medeltida |              | Högsrum, Öland      |       | 56.756437, 16.664510 | 10082400440003 | Ladda upp en bild av detta fornminne      |
| Högsrum 45:1                     | Stensättning                     |              | Högsrum, Öland      |       | 56.766645, 16.661532 | 10082400450001 | Ladda upp en bild av detta fornminne      |
| Högsrum 46:1                     | Stensättning                     |              | Högsrum, Öland      |       | 56.770292, 16.670837 | 10082400460001 | Ladda upp en bild av detta fornminne      |
| Högsrum 46:2                     | Grav markerad av sten/block      |              | Högsrum, Öland      |       | 56.770294, 16.670559 | 10082400460002 | Ladda upp en bild av detta fornminne      |
| Högsrum 46:3                     | Grav markerad av sten/block      |              | Högsrum, Öland      |       | 56.770232, 16.670475 | 10082400460003 | Ladda upp en bild av detta fornminne      |
| Högsrum 49:1                     | Husgrund, förhistorisk/medeltida |              | Högsrum, Öland      |       | 56.745592, 16.592998 | 10082400490001 | Ladda upp en bild av detta fornminne      |
| Högsrum 49:2                     | Husgrund, förhistorisk/medeltida |              | Högsrum, Öland      |       | 56.745568, 16.592609 | 10082400490002 | Ladda upp en bild av detta fornminne      |
| Högsrum 50:1                     | Grav markerad av sten/block      |              | Högsrum, Öland      |       | 56.756632, 16.591974 | 10082400500001 | Ladda upp en bild av detta fornminne      |
| Högsrum 51:1                     | Husgrund, förhistorisk/medeltida |              | Högsrum, Öland      |       | 56.751930, 16.603029 | 10082400510001 | Ladda upp en bild av detta fornminne      |
| Högsrum 52:1                     | Husgrund, förhistorisk/medeltida |              | Högsrum, Öland      |       | 56.750608, 16.593172 | 10082400520001 | Ladda upp en bild av detta fornminne      |
| Högsrum 53:1                     | Husgrund, förhistorisk/medeltida |              | Högsrum, Öland      |       | 56.750364, 16.597696 | 10082400530001 | Ladda upp en bild av detta fornminne      |
| Högsrum 54:1                     | Husgrund, förhistorisk/medeltida |              | Högsrum, Öland      |       | 56.749976, 16.599615 | 10082400540001 | Ladda upp en bild av detta fornminne      |
| Högsrum 55:1                     | Husgrund, förhistorisk/medeltida |              | Högsrum, Öland      |       | 56.752659, 16.601252 | 10082400550001 | Ladda upp en bild av detta fornminne      |
| Högsrum 56:1                     | Stensättning                     |              | Högsrum, Öland      |       | 56.756620, 16.571341 | 10082400560001 | Ladda upp en bild av detta fornminne      |
| Högsrum 56:2                     | Grav markerad av sten/block      |              | Högsrum, Öland      |       | 56.756551, 16.571740 | 10082400560002 | Ladda upp en bild av detta fornminne      |
| Rönnerums fornby (Högsrum 57:1)  | Husgrund, förhistorisk/medeltida |              | Högsrum, Öland      |       | 56.749345, 16.604453 | 10082400570001 | Ladda upp en bild av detta fornminne      |
| Rönnerums fornby (Högsrum 57:2)  | Husgrund, förhistorisk/medeltida |              | Högsrum, Öland      |       | 56.749368, 16.604161 | 10082400570002 | Ladda upp en bild av detta fornminne      |
| Rönnerums fornby (Högsrum 57:3)  | Husgrund, förhistorisk/medeltida |              | Högsrum, Öland      |       | 56.749435, 16.604329 | 10082400570003 | Ladda upp en bild av detta fornminne      |
| Rönnerums fornby (Högsrum 57:4)  | Husgrund, förhistorisk/medeltida |              | Högsrum, Öland      |       | 56.747450, 16.605543 | 10082400570004 | Ladda upp en bild av detta fornminne      |
| Rönnerums fornby (Högsrum 57:5)  | Husgrund, förhistorisk/medeltida |              | Högsrum, Öland      |       | 56.747149, 16.605619 | 10082400570005 | Ladda upp en bild av detta fornminne      |
| Rönnerums fornby (Högsrum 57:6)  | Husgrund, förhistorisk/medeltida |              | Högsrum, Öland      |       | 56.747223, 16.605218 | 10082400570006 | Ladda upp en bild av detta fornminne      |
| Rönnerums fornby (Högsrum 57:7)  | Husgrund, förhistorisk/medeltida |              | Högsrum, Öland      |       | 56.747193, 16.604695 | 10082400570007 | Ladda upp en bild av detta fornminne      |
| Rönnerums fornby (Högsrum 57:8)  | Husgrund, förhistorisk/medeltida |              | Högsrum, Öland      |       | 56.747245, 16.604182 | 10082400570008 | Ladda upp en bild av detta fornminne      |
| Rönnerums fornby (Högsrum 57:9)  | Husgrund, förhistorisk/medeltida |              | Högsrum, Öland      |       | 56.746544, 16.603941 | 10082400570009 | Ladda upp en bild av detta fornminne      |
| Rönnerums fornby (Högsrum 57:10) | Brunn/kallkälla                  |              | Högsrum, Öland      |       | 56.747110, 16.606243 | 10082400570010 | Ladda upp en bild av detta fornminne      |
| Högsrum 62:1                     | Stensättning                     |              | Högsrum, Öland      |       | 56.787800, 16.646831 | 10082400620001 | Ladda upp en bild av detta fornminne      |
| Högsrum 62:2                     | Stensättning                     |              | Högsrum, Öland      |       | 56.787680, 16.646979 | 10082400620002 | Ladda upp en bild av detta fornminne      |
| Bunkerbacka (Högsrum 63:1)       | Husgrund, förhistorisk/medeltida |              | Högsrum, Öland      |       | 56.785611, 16.657078 | 10082400630001 | Ladda upp en bild av detta fornminne      |
| Bunkerbacka (Högsrum 63:2)       | Husgrund, förhistorisk/medeltida |              | Högsrum, Öland      |       | 56.785493, 16.657121 | 10082400630002 | Ladda upp en bild av detta fornminne      |
| Bunkerbacka (Högsrum 63:3)       | Husgrund, förhistorisk/medeltida |              | Högsrum, Öland      |       | 56.785391, 16.656935 | 10082400630003 | Ladda upp en bild av detta fornminne      |
| Bunkerbacka (Högsrum 63:4)       | Husgrund, förhistorisk/medeltida |              | Högsrum, Öland      |       | 56.785825, 16.656292 | 10082400630004 | Ladda upp en bild av detta fornminne      |
| Bunkerbacka (Högsrum 63:5)       | Husgrund, förhistorisk/medeltida |              | Högsrum, Öland      |       | 56.785651, 16.656494 | 10082400630005 | Ladda upp en bild av detta fornminne      |
| Högsrum 64:1                     | Husgrund, förhistorisk/medeltida |              | Högsrum, Öland      |       | 56.784173, 16.651372 | 10082400640001 | Ladda upp en bild av detta fornminne      |
| Högsrum 65:1                     | Husgrund, förhistorisk/medeltida |              | Högsrum, Öland      |       | 56.794162, 16.647926 | 10082400650001 | Ladda upp en bild av detta fornminne      |
| Högsrum 66:1                     | Husgrund, förhistorisk/medeltida |              | Högsrum, Öland      |       | 56.797900, 16.650410 | 10082400660001 | Ladda upp en bild av detta fornminne      |
| Högsrum 67:1                     | Husgrund, förhistorisk/medeltida |              | Högsrum, Öland      |       | 56.796164, 16.646345 | 10082400670001 | Ladda upp en bild av detta fornminne      |
| Högsrum 68:1                     | Husgrund, förhistorisk/medeltida |              | Högsrum, Öland      |       | 56.795730, 16.647198 | 10082400680001 | Ladda upp en bild av detta fornminne      |
| Högsrum 68:2                     | Husgrund, förhistorisk/medeltida |              | Högsrum, Öland      |       | 56.795656, 16.647416 | 10082400680002 | Ladda upp en bild av detta fornminne      |
| Högsrum 69:1                     | Husgrund, förhistorisk/medeltida |              | Högsrum, Öland      |       | 56.793755, 16.641803 | 10082400690001 | Ladda upp en bild av detta fornminne      |
| Högsrum 71:1                     | Husgrund, förhistorisk/medeltida |              | Högsrum, Öland      |       | 56.791188, 16.636396 | 10082400710001 | Ladda upp en bild av detta fornminne      |
| Högsrum 72:1                     | Grav markerad av sten/block      |              | Högsrum, Öland      |       | 56.790458, 16.638908 | 10082400720001 | Ladda upp en bild av detta fornminne      |
| Högsrum 72:2                     | Grav markerad av sten/block      |              | Högsrum, Öland      |       | 56.790452, 16.638781 | 10082400720002 | Ladda upp en bild av detta fornminne      |
| Högsrum 72:3                     | Stensättning                     |              | Högsrum, Öland      |       | 56.790502, 16.638536 | 10082400720003 | Ladda upp en bild av detta fornminne      |
| Högsrum 74:1                     | Gravfält                         |              | Högsrum, Öland      |       | 56.783223, 16.639396 | 10082400740001 | Ladda upp en bild av detta fornminne      |
| Högsrum 75:1                     | Stensättning                     |              | Högsrum, Öland      |       | 56.782244, 16.633370 | 10082400750001 | Ladda upp en bild av detta fornminne      |
| Högsrum 76:1                     | Husgrund, förhistorisk/medeltida |              | Högsrum, Öland      |       | 56.787366, 16.643095 | 10082400760001 | Ladda upp en bild av detta fornminne      |
| Högsrum 78:1                     | Stensättning                     |              | Högsrum, Öland      |       | 56.781235, 16.626229 | 10082400780001 | Ladda upp en bild av detta fornminne      |
| Högsrum 79:1                     | Gravfält                         |              | Högsrum, Öland      |       | 56.779678, 16.627658 | 10082400790001 | Ladda upp en bild av detta fornminne      |
| Högsrum 80:1                     | Gravfält                         |              | Högsrum, Öland      |       | 56.777467, 16.624574 | 10082400800001 | Ladda upp en bild av detta fornminne      |
| Högsrum 81:1                     | Grav markerad av sten/block      |              | Högsrum, Öland      |       | 56.773698, 16.624555 | 10082400810001 | Ladda upp en bild av detta fornminne      |
| Högsrum 82:1                     | Grav markerad av sten/block      |              | Högsrum, Öland      |       | 56.774183, 16.624805 | 10082400820001 | Ladda upp en bild av detta fornminne      |
| Noaks Ark (Högsrum 83:1)         | Gravfält                         |              | Högsrum, Öland      |       | 56.775607, 16.625794 | 10082400830001 | Ladda upp en till bild av detta fornminne |
| Högsrum 84:1                     | Fornborg                         |              | Högsrum, Öland      |       | 56.782180, 16.600130 | 10082400840001 | Ladda upp en bild av detta fornminne      |
| Högsrum 85:1                     | Röse                             |              | Högsrum, Öland      |       | 56.801875, 16.619819 | 10082400850001 | Ladda upp en bild av detta fornminne      |
| Högsrum 86:1                     | Hällristning                     |              | Högsrum, Öland      |       | 56.802502, 16.612320 | 10082400860001 | Ladda upp en bild av detta fornminne      |
| Högsrum 89:1                     | Stensättning                     |              | Högsrum, Öland      |       | 56.797338, 16.623432 | 10082400890001 | Ladda upp en bild av detta fornminne      |
| Högsrum 89:2                     | Stensättning                     |              | Högsrum, Öland      |       | 56.797317, 16.624117 | 10082400890002 | Ladda upp en bild av detta fornminne      |
| Högsrum 90:1                     | Röse                             |              | Högsrum, Öland      |       | 56.799467, 16.601921 | 10082400900001 | Ladda upp en bild av detta fornminne      |
| Högsrum 90:2                     | Stensättning                     |              | Högsrum, Öland      |       | 56.799396, 16.601590 | 10082400900002 | Ladda upp en bild av detta fornminne      |
| Högsrum 92:1                     | Stensättning                     |              | Högsrum, Öland      |       | 56.802795, 16.590229 | 10082400920001 | Ladda upp en bild av detta fornminne      |
| Högsrum 93:1                     | Stensättning                     |              | Högsrum, Öland      |       | 56.798986, 16.572193 | 10082400930001 | Ladda upp en bild av detta fornminne      |
| Högsrum 94:1                     | Stensättning                     |              | Högsrum, Öland      |       | 56.800919, 16.576797 | 10082400940001 | Ladda upp en bild av detta fornminne      |
| Högsrum 95:1                     | Stensättning                     |              | Högsrum, Öland      |       | 56.803707, 16.579083 | 10082400950001 | Ladda upp en bild av detta fornminne      |
| Högsrum 96:1                     | Stensättning                     |              | Högsrum, Öland      |       | 56.755991, 16.665665 | 10082400960001 | Ladda upp en bild av detta fornminne      |
| Högsrum 98:1                     | Grav markerad av sten/block      |              | Högsrum, Öland      |       | 56.805473, 16.592204 | 10082400980001 | Ladda upp en bild av detta fornminne      |
| Högsrum 98:2                     | Grav markerad av sten/block      |              | Högsrum, Öland      |       | 56.805389, 16.592111 | 10082400980002 | Ladda upp en bild av detta fornminne      |
| Högsrum 98:3                     | Grav markerad av sten/block      |              | Högsrum, Öland      |       | 56.805382, 16.592263 | 10082400980003 | Ladda upp en bild av detta fornminne      |
| Högsrum 98:4                     | Grav markerad av sten/block      |              | Högsrum, Öland      |       | 56.805146, 16.592059 | 10082400980004 | Ladda upp en bild av detta fornminne      |
| Högsrum 98:5                     | Grav markerad av sten/block      |              | Högsrum, Öland      |       | 56.805408, 16.591991 | 10082400980005 | Ladda upp en bild av detta fornminne      |
| Högsrum 99:1                     | Röse                             |              | Högsrum, Öland      |       | 56.766707, 16.602449 | 10082400990001 | Ladda upp en bild av detta fornminne      |
| Högsrum 99:2                     | Stensättning                     |              | Högsrum, Öland      |       | 56.766653, 16.602759 | 10082400990002 | Ladda upp en bild av detta fornminne      |
| Högsrum 99:3                     | Hög                              |              | Högsrum, Öland      |       | 56.766694, 16.603036 | 10082400990003 | Ladda upp en bild av detta fornminne      |
| Högsrum 99:4                     | Grav markerad av sten/block      |              | Högsrum, Öland      |       | 56.766789, 16.602930 | 10082400990004 | Ladda upp en bild av detta fornminne      |
| Högsrum 103:1                    | Stensättning                     |              | Högsrum, Öland      |       | 56.760429, 16.655389 | 10082401030001 | Ladda upp en bild av detta fornminne      |
| Högsrum 103:2                    | Stensättning                     |              | Högsrum, Öland      |       | 56.760267, 16.655351 | 10082401030002 | Ladda upp en bild av detta fornminne      |
| Högsrum 105:1                    | Grav markerad av sten/block      |              | Högsrum, Öland      |       | 56.783602, 16.624644 | 10082401050001 | Ladda upp en bild av detta fornminne      |
| Högsrum 105:2                    | Grav markerad av sten/block      |              | Högsrum, Öland      |       | 56.783683, 16.624645 | 10082401050002 | Ladda upp en bild av detta fornminne      |
| Högsrum 107:1                    | Stensättning                     |              | Högsrum, Öland      |       | 56.783456, 16.652624 | 10082401070001 | Ladda upp en bild av detta fornminne      |
| Högsrum 110:1                    | Stensättning                     |              | Högsrum, Öland      |       | 56.791509, 16.619981 | 10082401100001 | Ladda upp en bild av detta fornminne      |
| Högsrum 111:1                    | Stensättning                     |              | Högsrum, Öland      |       | 56.795043, 16.560112 | 10082401110001 | Ladda upp en bild av detta fornminne      |
| Högsrum 113:1                    | Stensättning                     |              | Högsrum, Öland      |       | 56.800531, 16.573560 | 10082401130001 | Ladda upp en bild av detta fornminne      |
| Högsrum 117:1                    | Stensättning                     |              | Högsrum, Öland      |       | 56.757014, 16.589129 | 10082401170001 | Ladda upp en bild av detta fornminne      |
| Högsrum 117:2                    | Stensättning                     |              | Högsrum, Öland      |       | 56.756847, 16.588992 | 10082401170002 | Ladda upp en bild av detta fornminne      |
| Högsrum 117:3                    | Stensättning                     |              | Högsrum, Öland      |       | 56.756829, 16.588763 | 10082401170003 | Ladda upp en bild av detta fornminne      |
| Högsrum 118:1                    | Hällristning                     |              | Högsrum, Öland      |       | 56.779908, 16.628151 | 10082401180001 | Ladda upp en bild av detta fornminne      |
| Högsrum 121:2                    | Stensättning                     |              | Högsrum, Öland      |       | 56.786981, 16.613862 | 10082401210002 | Ladda upp en bild av detta fornminne      |
| Högsrum 121:3                    | Stensättning                     |              | Högsrum, Öland      |       | 56.786390, 16.613829 | 10082401210003 | Ladda upp en bild av detta fornminne      |
| Högsrum 121:4                    | Hällristning                     |              | Högsrum, Öland      |       | 56.785239, 16.614823 | 10082401210004 | Ladda upp en bild av detta fornminne      |
| Högsrum 121:5                    | Stensättning                     |              | Högsrum, Öland      |       | 56.784908, 16.613940 | 10082401210005 | Ladda upp en bild av detta fornminne      |
| Högsrum 150:1                    | Kvarn                            |              | Högsrum, Öland      |       | 56.759936, 16.645683 | 10082401500001 | Ladda upp en bild av detta fornminne      |
| Högsrum 165                      | Röse                             |              | Högsrum, Öland      |       | 56.747972, 16.599132 | 12000000130643 | Ladda upp en bild av detta fornminne      |